# Doctrine Calvo
Pour les articles homonymes, voir Calvo.

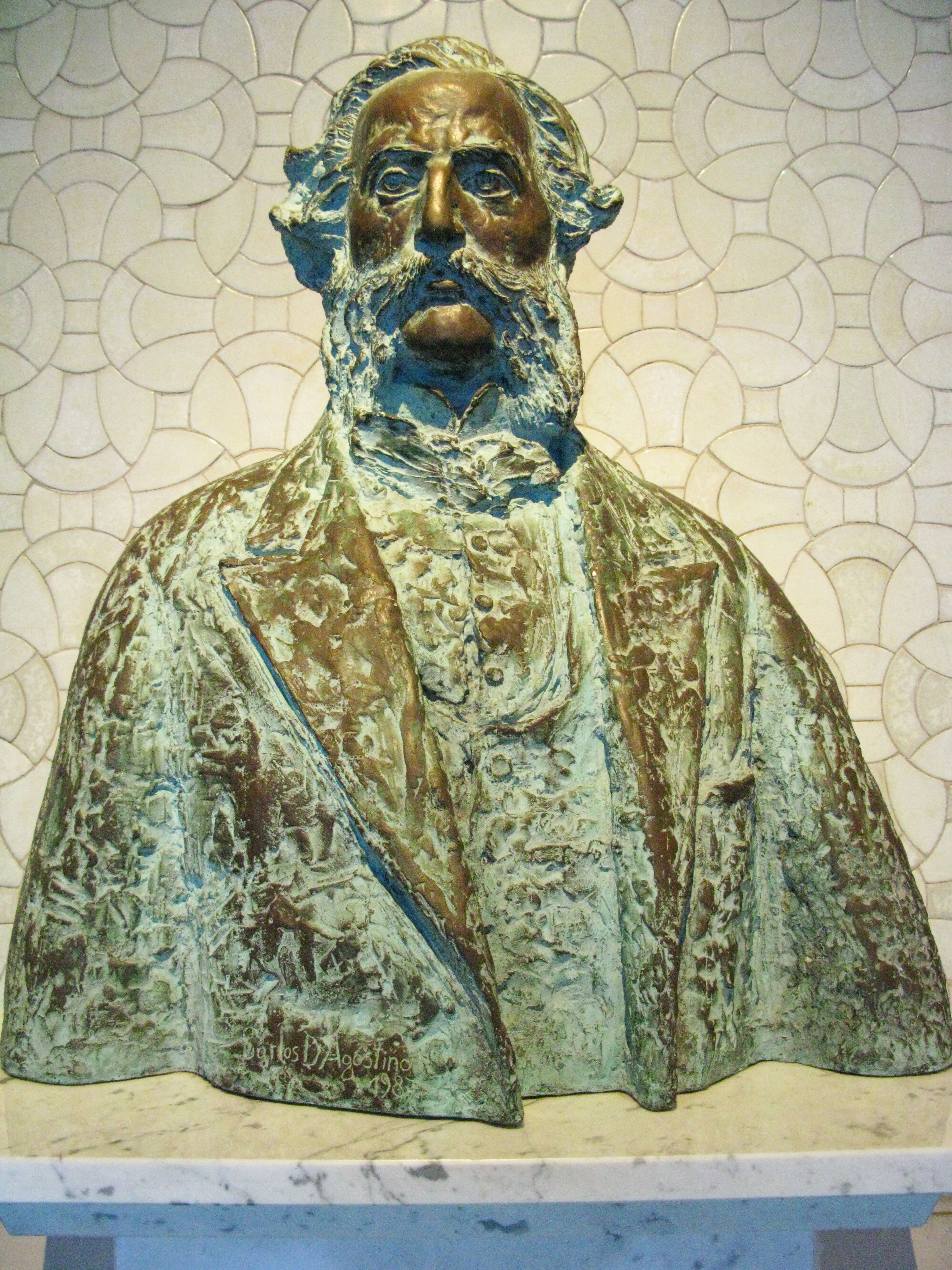
Buste de Carlos Calvo exposé au Palais de la Paix Peace Palace Den Haag à La Haye

La doctrine Calvo, du nom de son auteur, Carlos Calvo, est une doctrine du droit international qui prévoit que les personnes vivant dans un pays étranger doivent faire leurs demandes, des plaintes et des griefs dans le cadre de la compétence des tribunaux locaux, en évitant le recours à la pression diplomatique ou l'intervention militaire de son propre État ou de gouvernement. Cette doctrine a été recueillie dans plusieurs constitutions des pays de l'Amérique latine. L’ouvrage Droit international théorique et pratique publié pour la première fois en 1868 comporte les principes de cette doctrine. Cette dernière permet aussi pour les investissements étrangers un régime juridique qui se base sur le droit national du pays récepteur. Elle permet la prise de décision sans le contrôle d’une autorité supérieure.
Cette doctrine est parfois confondue avec la doctrine Drago, également en raison du juriste argentin Luis María Drago, qui établit une application plus restrictive de ce principe. Calvo justifie sa thèse en faisant remarquer qu'il était nécessaire d'empêcher les pays les plus puissants d'interférer dans la juridiction des pays plus faibles.

## Les différents principes de la doctrine

### Le principe de non-intervention
C’est le premier principe de la doctrine. Elle est fondée sur les principes de souveraineté nationale. Les États peuvent rejeter toute ingérence étrangère. Il condamne l’usage de la protection diplomatique et de la force armée d’un pays sur ses citoyens. Ainsi, un État peut ainsi juger des affaires intervenues sur son territoire sans qu’un État étranger puisse intervenir. En d’autres termes, ce principe, aussi appelé « clause Calvo » est souvent vu comme une « clause contractuelle ». C’est un principe « principe d’égalité entre nationaux et étrangers ». La doctrine était particulièrement présente en Amérique latine notamment dans la constitution Mexicaine de 1917.
Par ailleurs, elle est également présente dans certains contrats d’investissements tels que l’article 18 du contrat du 23 novembre 1912 entre North American Dredging Co et le Mexique. Cette doctrine implique que les investisseurs étrangers sont soumis au droit national du pays récepteur.
Pour autant, cette doctrine ne souhaite non pas que la protection diplomatique soit abolie mais davantage qu’elle soit limitée. Dans certains cas l’intervention est autorisée. Par exemple, lorsque les citoyens d’un État font l’objet de poursuites judiciaires, ce dernier peut intervenir de façon justifiée. Il peut demander des réparations en cas d’injustice telle qu'une indemnité.

### Le principe d’égalité nationaux/ étrangers
Selon ce principe, les étrangers d’un pays n’ont pas à avoir plus de considérations, de privilèges en comparaisons aux citoyens du pays. Selon l’ouvrage Le droit international théorique et pratique, lorsqu’un État favorise les étrangers c’est « intrinsèquement contraire à la loi d’égalité des nations et très funeste par ses conséquences pratiques » car c’est « souverainement injuste ». En effet, par cette doctrine, Carlos Calvo condamne le fait que certains États puissent revendiquer une situation d’un État s’il ne l’accorde pas aux étrangers résidant sur son territoire. C’est un principe de « réciprocité interétatique ».

## Une forme de résistance à la colonisation du droit international.
Le XIXe siècle est marqué par un rejet de la colonisation de la part de l’Occident. La volonté de « décolonisation » commence par la doctrine de Carlos Calvo selon le commentaire d’un projet d’articles sur la protection diplomatique (2006). Cette doctrine est une forme de résistance vis-à-vis des pays exportateurs de capitaux car elle implique une égalité entre les investisseurs étrangers et les investisseurs nationaux. Lors d’un différend entre les deux investisseurs, celui-ci se règle devant les tribunaux nationaux.

## Le prolongement de la doctrine
Au cours du XXe siècle, de nouvelles batailles juridiques émergent entre les puissances occidentales et certains pays d’Amérique latine. Durant cette période, de nombreux blocages et des bombardements de ports du Venezuela par le Royaume-Uni l’Italie et l’Allemagne ont eu lieu. Le ministre des Affaires étrangères Luis María Drago crée une nouvelle doctrine : la doctrine Drago. La collecte des dettes publiques ne pouvait selon lui faire l’usage d’un recours à la force.

## L’actualisation de la doctrine auXXIesiècle
Dans le droit international il est inscrit que le bien des étrangers ne peut être saisi, sans une indemnisation appropriée. Entre les années 1960 et 1970 les pays en développement ont souscrit à la doctrine Calvo. En 1962, l’Assemblée Générale des Nations unies a adopté la résolution intitulé « Souveraineté permanente sur les ressources naturelles ». De plus, en 1974, l’assemblée générale des Nations unies a rejeté la formule de Hull au profit de la doctrine Calvo en adoptant la Charte des droits et des devoirs économiques des États.

### Description et histoire de la doctrine Calvo
Dorce, Milcar Jeff. La protection internationale des investissements dans la Caraïbe : une mosaïque complexe de méfiance et d’adaptation. 2022.
MBENGUE, Makane Moïse. « La loi des nations est faite de fer » ? Reconnaissance et « décolonisation » du droit international des investissements In : Le droit international de la reconnaissance, un instrument de décolonisation et de refondation du droit international ?" [en ligne]. Aix-en-Provence : DICE Éditions, (généré le 06 juin 2022). Disponible sur Internet : (ISBN 9791097578077). 2019
OCDE (2004), « L' "expropriation indirecte" et le "droit de réglementer" dans le droit international de l'investissement », OCDE, Éditions OCDE, Paris, no 2004/04

## liens externes
https://doi.org/10.1787/871821182042
https://doi.org/10.4000/books.dice.8514